# Горлова Аліна Едуардівна
Алі́на Едуа́рдівна Го́рлова (англ. Alina Gorlova; нар. 1992, Запоріжжя) — українська кінорежисерка і сценаристка, членкиня Української кіноакадемії (2017), заслужена діячка мистецтв України (2021).

## Життєпис
2008—2012 — навчання у Київському національному університеті театру, кіно і телебачення імені Івана Карпенка-Карого.
2010 — пройшла Навчальний семінар з кінорежисури, роботи з актором та драматургії з Кшиштофом Зануссі.
Є режисером-постановником і режисером монтажу. Знімає документальне кіно, ігрові короткометражні фільми, соціальні і комерційні рекламні ролики, створює візуалізації для театральних постанов і арт-інсталяцій.

## Фільмографія
ігрові короткометражні
- 2008 — «Вітер тексту»
- 2009 — «Простий механізм щастя»
- 2010 — «Обов'язки»
- 2011 — «Пересадка серця», екранізація однойменного оповідання Рея Бредбері
- 2012 — «Babushka»
- 2012 — «Перший крок у хмарах», кінокомпанія «Директорія-кіно»
- 2019 — «Солітюд» (продюсер)

документальні
- 2016 — «Холодний Яр. Інтро», фільм-імпресія
- 2017 — «Невидимий батальйон», спільно з Іриною Цілик і Світланою Ліщинською
- 2018 — «Явних проявів немає», повнометражний документальний фільм (саундтрек Ptakh_Jung)
- 2020 — «Цей дощ ніколи не скінчиться»[3][4]

## Визнання
- 2011 — Ґран-прі Міжнародного фестивалю «Кінокімерія» за найкращий студентський фільм («Пересадка серця»)
- 2013 — Четвертий міжнародний фестиваль авторського кіно «Кінолікбез» у Барнаулі: Срібний Жан-Люк «Сила слова» за найкращий сюжет[5]
- 2016 — на Одеському кінофорумі фільм «Холодний Яр. Інтро» номіновано на «Найкращий український повнометражний фільм» та «Найкращий європейський документальний фільм»
- 2018 — перемогла у конкурсі DOCU/Право на «Docudays UA» з фільмом «Явних проявів немає»
- 2018 — фільм «Явних проявів немає» відзначений журі каналу «MDR-Mitteldeutscher Rundfunk» нагородою «за видатну східноєвропейську картину» на Міжнародному кінофестивалі документального кіно «DOK Leipzig».[6]
- 2020 — фільм «Цей дощ ніколи не скінчиться» продюсера Максима Наконечного та режисерки Аліни Горлової переміг на фестивалі «Festival dei Popoli» у Флоренції в номінації «За найкращий повнометражний фільм» (Best Feature-length film)[7][8]
- 2021 — фільм «Цей дощ ніколи не скінчиться» здобув нагороду за найкращий документальний фільм Award for Cinematic Documentary на 66-му Міжнародному кінофестивалі в місті Корк (Ірландія).[9]